# Nordend
El Nordend (que significa la fi del nord, en alemany) és una muntanya de 4.609 metres que es troba entre les regions de Piemont a Itàlia i Valais a Suïssa. És el cim més septentrional del massís del Mont Rosa i la seva quarta elevació, després del Dufourspitze (4.634 m), l'Ostspitze (4.632 m) i el Grenzgipfel (4.618 m).